# 기흥동탄 나들목
기흥동탄 나들목(Giheung-Dongtan IC)은 경기도 화성시 영천동과 용인시 기흥구 고매동에 걸쳐 설치된 경부고속도로의 43B번 나들목이다. 기흥 나들목에서 약 700m 떨어진 곳에 있으며, 동탄신도시 주민들의 편의를 위하여 2008년 1월 28일에 개통되었으며, 2008년 9월 3일에 완전 개통되었다. 나들목 진출입로는 용인시 기흥구 농서동, 화성시 석우동과 접하고 있다. 개통 당시 뚜렷이 정해진 이름이 없어 신기흥 나들목 또는 이 나들목의 진출입 전용 요금소의 초기 명칭을 따서 기흥 이설 나들목 등으로 불리다가, 이 나들목이 동탄신도시와 접속되어 있는 것 때문에 2011년에 현재의 기흥동탄 나들목으로 변경되었으나, 경부고속도로 본선 상의 표지판에는 여전히 기흥 나들목의 일부로 표시되어 있다.

## 연혁
- 2006년 6월 22일 : 2010년까지 기흥 나들목 개량 사업으로 화성 도시계획구역 교통광장에 화성시 동탄면 영천리 일원을 고시, 용인 도시계획구역 교통광장에 용인시 기흥구 농서동 일원을 고시[2]
- 2008년 1월 28일 : 나들목 개통과 함께 기흥 이설 나들목으로 영업 개시
- 2008년 5월 9일 : 화성 도시계획구역 교통광장에 동탄면 영천리 일원을 고시, 용인 도시계획구역 교통광장을 변경[3]
- 2008년 9월 3일 : 나들목 완전 개통[4]
- 2011년 : 기흥동탄 나들목으로 변경
- 2019년 1월 28일 : 경부고속도로 기흥 ~ 판교 구간 확장공사 당시 나들목의 동탄진입 램프구간이 누락되어 경기도 화성시 동탄면 영천리 ~ 성남시 분당구 판교동 20.9km 구간 도로구역 변경[5]
- 2019년 9월 28일 : 동탄방향 진입연결램프(경기도 화성시 석우동) 220m 구간 개통[6]

## 구조물 정보
고속도로에 접속하는 입체 교차로는 트럼펫형이며, 반대로 일반 도로에 접속하는 입체 교차로는 지방도 제318호선(삼성2로)와 접속하는 부분은 트럼펫형, 삼성로와 접속하는 부분은 직결형 형태로 설치되어 있다. 동탄중앙로와 접속하는 부분은 동탄1동 지역으로만 램프가 연결된 형태로 설치되어 있었으나, 2019년 9월 28일에 반대 방향인 동탄5동 지역에서 고속도로로 진입할 수 있는 연결램프가 추가 개통되었다. 고속도로와 접속하는 입체 교차로와 동탄중앙로와 접속하는 램프는 화성시 지역에 구조물이 위치하고 있으며, 나머지 램프는 모두 용인시 지역에 구조물이 위치하고 있다. 지방도 제317호선 (동탄기흥로)과 지방도 제311호선 (동부대로)는 이 입체 교차로와 교차하나 서로 연결되지 않고 교량을 통해 통과한다.
- 위치: 경기도 화성시 영천동, 용인시 기흥구 고매동
- 영업소: 경기도 용인시 기흥구 경부고속도로 387 (고매동)
- 기흥(동탄) 요금소: 경기도 화성시 영천동 258

## 접속하는 도로
- 지방도 제318호선 (삼성2로)
- 삼성로
- 동탄중앙로

## 교통량 정보
| 요금소             | 통행량 (대/일)    | 통행량 (대/일)    | 통행량 (대/일)    | 통행량 (대/일)    | 통행량 (대/일)    | 통행량 (대/일)    | 통행량 (대/일)    | 통행량 (대/일)    | 통행량 (대/일)    | 통행량 (대/일)   | 각주  |
| 요금소             | 2001년            | 2002년            | 2003년            | 2004년            | 2005년            | 2006년            | 2007년            | 2008년            | 2009년            | 2010년           | 각주  |
| ------------------ | ----------------- | ----------------- | ----------------- | ----------------- | ----------------- | ----------------- | ----------------- | ----------------- | ----------------- | ---------------- | ----- |
| 기흥 이설 (폐쇄식) | 미개통            | 미개통            | 미개통            | 미개통            | 미개통            | 미개통            | 미개통            | 7,766             | 14,820            | 15,546           | [ 7 ] |
| 기흥동탄 (폐쇄식)  | 미개통            | 미개통            | 미개통            | 미개통            | 미개통            | 미개통            | 미개통            | 기흥 이설 요금소  | 기흥 이설 요금소  | 기흥 이설 요금소 | [ 7 ] |
| 요금소             | 2011년            | 2012년            | 2013년            | 2014년            | 2015년            | 2016년            | 2017년            | 2018년            | 2019년            |                  | [ 7 ] |
| 기흥 이설 (폐쇄식) | 기흥(동탄) 요금소 | 기흥(동탄) 요금소 | 기흥(동탄) 요금소 | 기흥(동탄) 요금소 | 기흥(동탄) 요금소 | 기흥(동탄) 요금소 | 기흥(동탄) 요금소 | 기흥(동탄) 요금소 | 기흥(동탄) 요금소 |                  | [ 7 ] |
| 기흥동탄 (폐쇄식)  | 17,311            | 18,225            | 19,414            | 21,087            | 21,603            | 21,498            | 21,521            | 23,752            | 26,471            |                  | [ 7 ] |